# Šarić Struga
Šarić Struga falu Horvátországban, Dubrovnik-Neretva megyében. Közigazgatásilag Pločéhez tartozik.

## Fekvése
Makarskától légvonalban 46, közúton 57 km-re délkeletre, községközpontjától légvonalban 4, közúton 5 km-re keletre, a Crna-patak északi partján, a patak és a Petrovac-hegy között, a Neretva folyó torkolatától 4 km-re északkeletre található. 

## Története
Bár a településen római maradványokat is találtak, Šarić Struga lényegében 1880 körül keletkezett. Amikor még területe lakatlan volt ezt a helyet Colića Strugának nevezték. A Colić családot, melynek itt birtoka volt 1646-ban a plinai plébániához tartozó településen Vrbicán említik és leszármazottaik még 1774-ben is szerepelnek a plinai anyakönyvekben. A település mai névadója a Šarić család ugyancsak plinai földbirtokos volt már 1704-ben. Tehát az előtag mindenképpen ennek a területnek a korábbi birtokosát az opuzeni Šarić családot jelöli. 
A „struga” szó értelmezése vitatott, talán a gödör jelentésű „jaruga” főnévvel lehet kapcsolatban, de a Horvát Tudományos Akadémia nagyszótára (Zágráb, 1965. 331. oldal.) szerint egy régi, pásztorok által használt elnevezés, melynek jelentése lehet tómeder, víz, patak, folyó, folyóág, árok és juhakol is. Šarić Struga első telepesei vrbicai és más kelet-plinai településekről érkezett családok voltak. 
A települést egykor Kis Velencének is nevezték, mivel jó része vizek között feküdt, néhány házát úgy körülvette a víz, hogy lényegében egy szigetecskén állt. Bár lakosságát már 1910-től (kezdetben még Struga néven) számlálják, csak 1991 óta számít önálló településnek. 
2001-ben 248 lakosából 93 volt 30 évesnél fiatalabb, 99-en 30 és 60 éves között voltak, míg 55 lakosa 60 év feletti volt. A településnek 2011-ben 235 lakosa volt, akik a plinai plébániához tartoztak.

## Népesség
| Lakosság változása | Lakosság változása | Lakosság változása | Lakosság változása | Lakosság változása | Lakosság változása | Lakosság változása | Lakosság változása | Lakosság változása | Lakosság változása | Lakosság változása | Lakosság változása | Lakosság változása | Lakosság változása | Lakosság változása | Lakosság változása |
| ------------------ | ------------------ | ------------------ | ------------------ | ------------------ | ------------------ | ------------------ | ------------------ | ------------------ | ------------------ | ------------------ | ------------------ | ------------------ | ------------------ | ------------------ | ------------------ |
| 1857               | 1869               | 1880               | 1890               | 1900               | 1910               | 1921               | 1931               | 1948               | 1953               | 1961               | 1971               | 1981               | 1991               | 2001               | 2011               |
| 0                  | 0                  | 0                  | 0                  | 0                  | 7                  | 0                  | 0                  | 140                | 167                | 207                | 220                | 270                | 259                | 248                | 235                |

(Az adatok 1910 és 1981 között a korábbi Istočna Plina település részeként értelmezendők. 1921-ben és 1931-ben lakosságát a szomszédos Banjához számították.)

## Nevezetességei
- A falu Nagyboldogasszony tiszteletére szentelt új temploma 2003-ban épült a temető keleti részén Ante Barbir tervei szerint. Beton épület, homlokzatán nyitott harangtoronnyal, benne egy haranggal. Felszentelése 2009-ben történt.

- A temetőkápolnát az 1970-es években építették.

## Kultúra
A falu hagyományos fesztiválját minden évben Nagyboldogasszony ünnepén (augusztus 15.) tartják.

## Sport
- Lakói különösen sikeres bocsajátékos hírében állnak.
- A falu fesztiválján felnőtt és ifjúsági labdarúgótornát szerveznek.